# Jana Drbohlavová
Jana Drbohlavová (* 22. November 1940 in Prag; † 28. Oktober 2019 ebenda) war eine tschechische Schauspielerin.

## Leben
Sie war Tochter des tschechischen Fotografen Karel Drbohlav. Sie war von 1970 bis zu ihrem Tod im Jahr 2019 mit dem Schauspieler Ladislav Županič verheiratet. Sie hatten zwei Söhne, darunter der Historiker Jan Županič.
Sie studierte von 1958 bis 1962 an der Theaterfakultät der Akademie der Musischen Künste in Prag (DAMU). Danach wurde sie am Theater in Prag und in Nebenrollen in Film und Fernsehen sowie als Synchronsprecherin besetzt. Bekannt wurde sie vor allem durch die Rolle der Lehrerin Frau Pešková in dem tschechoslowakischen Märchenfilm Das Mädchen auf dem Besenstiel aus dem Jahr 1972. 1980 wirkte sie als Frau Hermannová in der Kinderserie Die Märchenbraut mit. Insgesamt wirkte sie bis zum Jahr 2012 in mehr als 80 Film-und-Fernsehproduktionen mit. 

## Filmografie (Auswahl)
- 1959: Ein Leben in Gefahr (Život pro Jana Kašpara)
- 1960: Bei uns in Mechov (U nás v Mechově)
- 1960: Überall leben Menschen (Všude žijí lidé)
- 1961: Walzer für Millionen (Valčík pro milión)
- 1962: Auf geheimer Welle (Kohout plaší smrt)
- 1964: Rebellion im Standesamt (Komedie s Klikou)
- 1972: Das Mädchen auf dem Besenstiel (Dívka na koštěti)
- 1976: Therese soll uns nicht verlassen (Terezu bych kvůli žádné holce neopustil)
- 1977: Paul und Pauline (Konečně si rozumíme)
- 1979: Theodor Chindler – Die Geschichte einer deutschen Familie (Fernsehserie)
- 1980: Die Märchenbraut (Arabela, Fernsehserie, 4 Folgen)
- 1981: Das Geheimnis der leeren Urne (Něco je ve vzduchu)
- 1982: Wie die Hasen (Jako zajíci)
- 1984: Ein Haus mit tausend Gesichtern (My všichni školou povinní)
- 1986: Streichle der Katze die Ohren (Pohlaď kočce uši)
- 1993: Die Rückkehr der Märchenbraut (Arabela se vrací, Fernsehserie, 4 Folgen)
- 1998: Das Bett (Postel)
- 2012: Der blaue Tiger (Modrý tygr)